# Ehemalige Produktionshallen, ehemalige Spinnerei- und Webereihallen

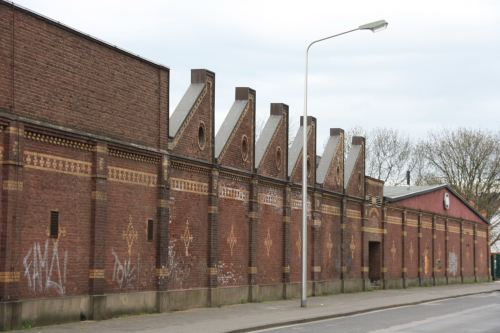
Teilansicht der ehemaligen Tuchfabrik

Die ehemaligen Produktionshallen, die ehemaligen Spinnerei- und Webereihallen sind Teil der ehemaligen Feintuchfabrik Leopold Schoeller in Düren in Nordrhein-Westfalen, Valencienner Straße. Die Fabrik und alle Gebäude wurden um 1895 erbaut.
Die Hallen bestehen aus einem langgestreckten eingeschossigen Baukörper mit Sheddächern. Nur im Mittelteil sind noch sechs Sheds original erhalten. Im Inneren sind zum Teil originale Holzkonstruktionen auf gusseisernen Säulen zu sehen, zum Teil als Stahlrohrkonstruktion, zum anderen Teil als moderne Stahlbetonkonstruktion. 
Die Gebäude werden von der Dürener Firma Macherey-Nagel genutzt. 
Das Bauwerk ist unter Nr. 1/066b in die Denkmalliste der Stadt Düren eingetragen.